# St. Louis Film Critics Association Award per il miglior attore
Il  St. Louis Film Critics Association Award per il miglior attore è uno dei premi annuali conferiti dal St. Louis Film Critics Association.

## Vincitori

### Anni 2000
- 2004
  - Jamie Foxx - Ray
- 2005
  - Heath Ledger - I segreti di Brokeback Mountain (Brokeback Mountain)
  - Pierce Brosnan - The Matador
  - Russell Crowe - Cinderella Man - Una ragione per lottare (Cinderella Man)
  - Ralph Fiennes - The Constant Gardener - La cospirazione (The Constant Gardener)
  - Philip Seymour Hoffman - Truman Capote - A sangue freddo (Capote)
  - Cillian Murphy - Breakfast on Pluto
  - Joaquin Phoenix - Quando l'amore brucia l'anima - Walk the Line (Walk the Line)
  - David Strathairn - Good Night, and Good Luck.
- 2006
  - Forest Whitaker - L'ultimo re di Scozia (The Last King of Scotland)
  - Leonardo DiCaprio - Blood Diamond - Diamanti di sangue (Blood Diamond)
  - Leonardo DiCaprio - The Departed - Il bene e il male (The Departed)
  - Matt Damon - The Good Shepherd - L'ombra del potere (The Good Shepherd)
  - Aaron Eckhart - Thank You for Smoking
  - Ryan Gosling - Half Nelson
  - Edward Norton - Il velo dipinto (The Painted Veil)
  - Will Smith - La ricerca della felicità (The Pursuit of Happyness)
- 2007
  - Daniel Day-Lewis - Il petroliere (There Will Be Blood)
  - Don Cheadle - Parla con me (Talk to Me)
  - George Clooney - Michael Clayton
  - Ryan Gosling - Lars e una ragazza tutta sua (Lars and the Real Girl)
  - Tommy Lee Jones - Nella valle di Elah (In the Valley of Elah)
  - Viggo Mortensen - La promessa dell'assassino (Eastern Promises)
- 2008
  - Sean Penn - Milk
  - Frank Langella - Frost/Nixon - Il duello (Frost/Nixon)
  - Richard Jenkins - L'ospite inatteso (The Visitor)
  - Mickey Rourke - The Wrestler
  - Leonardo DiCaprio - Revolutionary Road
- 2009
  - George Clooney - Tra le nuvole (Up in the Air)
  - Jeff Bridges - Crazy Heart
  - Ben Foster - Oltre le regole - The Messenger (The Messenger)
  - Morgan Freeman - Invictus - L'invincibile (Invictus)
  - Patton Oswalt - Big Fan
  - Jeremy Renner - The Hurt Locker

### Anni 2010
- 2010
  - Colin Firth - Il discorso del re (The King's Speech)
  - Javier Bardem - Biutiful
  - Jeff Bridges - Il Grinta (True Grit)
  - Jesse Eisenberg - The Social Network
  - James Franco - 127 ore (127 Hours)
- 2011
  - George Clooney - Paradiso amaro (The Descendants)
  - 2º classificato: Ryan Gosling - Drive
  - Jean Dujardin - The Artist
  - Michael Fassbender - Shame
  - Gary Oldman - La talpa (Tinker Tailor Soldier Spy)
  - Brad Pitt - L'arte di vincere (Moneyball)
- 2012
  - Daniel Day-Lewis - Lincoln
  - 2º classificato: John Hawkes - The Sessions - Gli incontri (The Sessions)
  - Bradley Cooper - Il lato positivo - Silver Linings Playbook (Silver Linings Playbook)
  - Jamie Foxx - Django Unchained
  - Joaquin Phoenix - The Master
  - Denzel Washington - Flight
- 2013
  - Chiwetel Ejiofor - 12 anni schiavo (12 Years a Slave)
  - 2º classificato: Matthew McConaughey - Dallas Buyers Club
  - Christian Bale - American Hustle - L'apparenza inganna (American Hustle)
  - Bruce Dern - Nebraska
  - Michael B. Jordan - Prossima fermata Fruitvale Station (Fruitvale Station)
- 2014
  - Jake Gyllenhaal - Lo sciacallo - Nightcrawler (Nightcrawler)
  - Benedict Cumberbatch - The Imitation Game
  - Tom Hardy - Locke
  - Michael Keaton - Birdman
  - Eddie Redmayne - La teoria del tutto (The Theory of Everything)
- 2015
  - Leonardo DiCaprio - Revenant - Redivivo (The Revenant)
  - Ian McKellen - Mr. Holmes - Il mistero del caso irrisolto (Mr. Holmes)
  - Abraham Attah - Beasts of No Nation
  - Matt Damon - Sopravvissuto - The Martian (The Martian)
  - Eddie Redmayne - The Danish Girl
- 2016
  - Casey Affleck - Manchester by the Sea
  - Joel Edgerton - Loving
  - Viggo Mortensen - Captain Fantastic
  - Ryan Gosling - La La Land
  - Tom Hanks - Sully
- 2017
  - Gary Oldman - L'ora più buia (Darkest Hour)
  - James Franco - The Disaster Artist
  - Daniel Day-Lewis - Il filo nascosto (Phantom Thread)
  - Tom Hanks - The Post
  - Daniel Kaluuya - Scappa - Get Out (Get Out)
- 2018
  - Ethan Hawke - First Reformed - La creazione a rischio (First Reformed)
  - Christian Bale - Vice - L'uomo nell'ombra (Vice)
  - Bradley Cooper - A Star Is Born
  - Willem Dafoe - Van Gogh - Sulla soglia dell'eternità (At Eternity's Gate)
  - Rami Malek - Bohemian Rhapsody
- 2019
  - Adam Sandler - Diamanti grezzi (Uncut Gems)
  - Adam Driver - Storia di un matrimonio (Marriage Story)
  - Eddie Murphy - Dolemite Is My Name
  - Joaquin Phoenix - Joker
  - Jonathan Pryce - I due papi (The Two Popes)

### Anni 2020
- 2020
  - Chadwick Boseman - Ma Rainey's Black Bottom
  - Riz Ahmed - Sound of Metal
  - Anthony Hopkins - The Father - Nulla è come sembra (The Father)
  - Delroy Lindo - Da 5 Bloods - Come fratelli (Da 5 Bloods)
  - Gary Oldman - Mank
- 2021[2][3]
  - Nicolas Cage - Pig - Il piano di Rob (Pig)
  - Andrew Garfield - Tick, Tick... Boom!
  - Benedict Cumberbatch - Il potere del cane (The Power of the Dog)
  - Will Smith - Una famiglia vincente - King Richard (King Richard)
  - Denzel Washington - The Tragedy of Macbeth
- 2022[4]
  - Brendan Fraser - The Whale
  - Austin Butler - Elvis
  - Daniel Craig - Glass Onion - Knives Out (Glass Onion: A Knives Out Mystery)
  - Colin Farrell - Gli spiriti dell'isola (The Banshees of Inisherin)
  - Paul Mescal - Aftersun
- 2023[5]
  - Cillian Murphy - Oppenheimer
  - Paul Giamatti - The Holdovers - Lezioni di vita (The Holdovers)
  - Bradley Cooper - Maestro
  - Leonardo DiCaprio - Killers of the Flower Moon
  - Jeffrey Wright - American Fiction
- 2024[6]
  - Colman Domingo – Sing Sing
  - Adrien Brody – The Brutalist
  - Timothée Chalamet – A Complete Unknown
  - Daniel Craig – Queer
  - Ralph Fiennes – Conclave
  - Hugh Grant – Heretic